# 木と市長と文化会館/または七つの偶然
『木と市長と文化会館/または七つの偶然』（フランス語: L'Arbre, le maire et la médiathèque ou les sept hasards）は、エリック・ロメール監督によるフランス映画である。この作品は1993年のモントリオール世界映画祭で上映され、そこでFIPRESCI賞を獲得した。

## 要旨
ヴァンデ県のサン＝ジュイールで、社会党の若い野心的な村長ジュリアン・ドゥショーム(パスカル・グレゴリー)が文化会館を建設しようとする。

ストーリーは小学校教師マルク・ロシニョール (ファブリス・ルキーニ)が生徒に「条件法の従属副詞節」とは何かを説明する場面から始まる。次に7章に分かれる:
- I章: もし、1992年3月地方選挙の前夜に大統領選の多数派が少数派になっていなかったら...
- II章: もし、ジュリアンが選挙戦[1]の敗北後に小説家ベレニス・ボリヴァージュ(アリエル・ドンバール)と恋に落ちなかったら...
- III章: もし、コミューンの草地にあるセイヨウシロヤナギが長年の破壊に奇跡的に耐えていなかったら...
- IV章: もしブランディーヌ・ルノワール、月刊誌『明後日』(フランス語: Après-Demain)の編集者が、不意にも、フランス文化の放送を録音しようとして応答機のプラグを抜かなかったら...
- V章: もし、月刊誌次号を作る際に、ブランディーヌがソマリアにユニセフの使命を携えて行っていなかったら...
- VI章: もしヴェガ、村長の娘が偶然にも彼女のボールを道に飛ばして、そこでゾエ、教師の娘に届かなかったら...
- VII章: もしコミューン当局が、習い性によるものにせよまたは命令によるものにせよ、やる気がありすぎると示さなかったら...

...文化会館はサン＝ジュイールに作ることができただろう。